# 武宿1号2号航站楼站
武宿1号2号航站楼站是太原地铁1号线的地铁车站，位于中华人民共和国山西省太原市小店区太原武宿国际机场航站楼停车场地下，为1号线东端终点站，亦是太原地铁系统最东端车站，于2025年2月22日开通。

## 车站结构
武宿1号2号航站楼站位于武宿机场航站楼停车场地下，呈东西走向，为地下两层岛式站台车站，车站长369.85米，标准段宽23.1米，车站地下一层为站厅层，地下二层为站台层，站台设置全高站台门。车站西侧设有一条单渡线，供列车站前折返使用，因渡线设计方向限制，车站仅使用北侧站台上下客。
| 地面              | 出入口 | A、B出入口                                                                                    |
| 地下一层          | 站厅   | 客服中心、自动售票机、验票机                                                                  |
| 地下二层          | 站台   | \| \| \| █ 1号线往河龙湾（黄陵） \| \| 島式 · 開右邊车门 \| \| \| \| \| \| █ 1号线备用站台 \| |
|                   |        | █ 1号线往河龙湾（黄陵）                                                                       |
| 島式 · 開右邊车门 |        |                                                                                               |
|                   |        | █ 1号线备用站台                                                                               |

## 车站出口
武宿1号2号航站楼站共有2个出入口，各出口及周围设施如下所示：
| 出口编号            | 照片 | 地点        | 可到达目的地                                     |
| ------------------- | ---- | ----------- | ------------------------------------------------ |
| A · 出口 · （设有） |      | T1/T2航站楼 | 武宿机场T1、T2航站楼                             |
| B · 出口            |      | 机场路      | 山西航空产业集团有限公司，太原武宿国际机场综合楼 |
| 图例： 设有         |      |             |                                                  |

## 接驳交通

### 航空
- 太原武宿国际机场

### 机场巴士
- 武宿国际机场：机场巴士一号线、机场巴士三号线

### 公交车
| 机场航站楼 | 机场航站楼         | 机场航站楼 | 机场航站楼 | 机场航站楼 |
| 编号       | 路线               | 路线       | 路线       | 备注       |
| ---------- | ------------------ | ---------- | ---------- | ---------- |
| 201        | 火车站（五一东街） | ⇆          | 机场航站楼 |            |
| G4         | 嘉节停车场         | ⇆          | 机场航站楼 |            |

## 车站历史
本站建设时期工程名为武宿机场站，开通前确定以武宿1号2号航站楼站作为车站正式名称。
- 2023年6月20日，车站主体结构封顶[2]。
- 2025年2月22日，车站随1号线一期通车开通[1]。